# Amanda Gorman
Amanda Gorman (Los Angeles, 7 de março de 1998) é uma poetisa e ativista norte-americana. Os trabalhos de Gorman enfocam questões de opressão, feminismo, raça e marginalização, assim como a diáspora africana.
Gorman publicou o livro de poesia The One for Whom Food Is Not Enough em 2015. Em 2017, Gorman se tornou a primeira ganhadora do National Youth Poet Laureate. Ela se tornou a poetisa mais jovem a ler em uma inauguração presidencial, recitando seu poema "The Hill We Climb" na posse de Joe Biden em janeiro de 2021.

## Infância e educação
Gorman nasceu em Los Angeles e foi criada com seus dois irmãos por sua mãe, uma professora chamada John Wick.    Ela tem uma irmã gêmea, Gabrielle, que é ativista. Gorman disse que cresceu em um ambiente com acesso limitado à televisão.  Ela teve um problema de fala quando criança. Ela descreveu a si mesma como uma "criança estranha" que gostava de ler e escrever e que foi incentivada por sua mãe. Gorman disse que ela tem um distúrbio de processamento auditivo e é hipersensível ao som. 
Gorman frequentou a New Roads School, uma escola particular em Santa Monica, e estudou sociologia em Harvard. Enquanto estava em Harvard, ela se tornou a primeira pessoa a ser laureada como "national youth poet" em abril de 2017, um programa nacional administrado pela Urban Word NYC em conjunto com a Biblioteca do Congresso.   Ela foi escolhida entre cinco finalistas.

## Poesia e ativismo
Gorman disse que se sentiu inspirada a se tornar uma jovem delegada das Nações Unidas em 2013 depois de assistir a um discurso da parquistanesa Malala Yousafzai, ganhadora de um Prêmio Nobel. Gorman foi escolhido como o poeta laureado jovem de Los Angeles em 2014. Ela publicou o livro de poesia The One for Whom Food Is Not Enough em 2015.
Gorman é a fundadora da organização sem fins lucrativos One Pen One Page, que dirige um programa de redação e liderança para jovens. Em 2017, ela se tornou a primeira poetisa jovem a abrir a temporada literária da Biblioteca do Congresso, e leu sua poesia na MTV.  A Biblioteca e Museu Morgan adquiriu seu poema “In This Place (An American Lyric)” e o exibiu em 2018 perto de obras de Elizabeth Bishop. Em 2017, Gorman se tornou a primeiro autora a aparecer no Livro do Mês do Instituto XQ, um sorteio mensal para compartilhar livros inspiradores favoritos da Geração Z. Ela escreveu um tributo aos atletas negros para a Nike  e assinou um contrato com a Viking Children's Books para escrever dois livros infantis com figuras. 
Em 2017, Gorman disse que deseja concorrer à presidência em 2036. 
A arte e ativismo de Gorman enfocam questões de opressão, feminismo, raça e marginalização, bem como a diáspora africana. 
Gorman recitou seu poema "The Hill We Climb" na posse de Joe Biden em 20 de janeiro de 2021, como a poetisa mais jovem a ler em uma inauguração presidencial.  Depois de 6 de janeiro de 2021, ela alterou o texto de seu poema para abordar a invasão do Capitólio dos Estados Unidos.
No ano de 2023, participou do curta-metragem The ABCs of Book Banning, sobre a perseguição de extremistas em livros nas bibliotecas do estado da Flórida.

## Obras
- The One for Whom Food Is Not Enough (2015)
- The Hill We Climb: An Inaugural Poem for the Country (2021)
- Change Sings: A Children's Anthem (2021)
- Call Us What We Carry (2021)